# Metropolia Córdoba
Metropolia Córdoba – metropolia rzymskokatolicka w Argentynie utworzona 20 kwietnia 1934.

## Diecezje wchodzące w skład metropolii
- Archidiecezja Córdoba
  - Diecezja Cruz del Eje
  - Diecezja Villa de la Concepción del Río Cuarto
  - Diecezja San Francisco
  - Diecezja Villa María
  - Prałatura terytorialna Deán Funes

## Biskupi
- Metropolita: kard. Ángel Sixto Rossi (od 2021) (Córdoba)
- Sufragan: bp Ricardo Araya (od 2017) (Cruz del Eje)
- Sufragan: bp Adolfo Uriona (od 2014) (Río Cuarto)
- Sufragan: bp Sergio Buenanueva (od 2013) (San Francisco)
- Sufragan: bp Samuel Jofré (od 2013) (Villa María)
- Sufragan: bp Enrique Eguía Seguí (od 2023) (Deán Funes)

## Główne świątynie
- Archikatedra Wniebowzięcia NMP w Córdoba
- Bazylika Matki Boskiej Miłosiernej w Córdoba
- Bazylika św. Dominika w Córdoba
- Bazylika i Sanktuarium Matki Boskiej Różańcowej w Villa del Rosario
- Katedra Matki Boskiej z Doliny w Cruz del Eje
- Katedra Niepokalanaego Poczęcia NMP w Río Cuarto
- Katedra św. Franciszka z Asyżu w San Francisco
- Katedra Niepokalanaego Poczęcia NMP w Villa María
- Katedra Matki Boskiej z Góry Karmel w Deán Funes